# La Relique
Pour les restes matériels laissés par un saint personnage en mourant, voir Relique.
La Relique est une nouvelle de Guy de Maupassant, parue en 1882.

## Historique
La Relique est initialement publiée dans la revue Gil Blas du 17 octobre 1882, sous le pseudonyme Maufrigneuse, puis dans le recueil Mademoiselle Fifi en 1883.

## Résumé
Henri Fontal écrit une lettre à monsieur l’abbé Louis d’Ennemare, dans laquelle il lui demande d’intervenir auprès de sa cousine Gilberte, à qui lui, Henri Fontal, était fiancé. 
Celle-ci, jeune fille très dévote, a rompu les fiançailles après une mauvaise blague qu’il avait faite. 
Comme il avait été appelé pour une amputation à Cologne, Gilberte lui demanda un souvenir de Cologne. Deux jours plus tard, il achète une relique à un homme qui l'a abordé dans la rue : c’est un fragment d’os d'une des Onze mille vierges. Il l’achète, mais le perd durant le voyage de retour.. Il décide alors de le remplacer par un petit morceau d'os quelconque et l’offre à Gilberte en disant qu’il l'a volé pour elle dans la cathédrale. Elle est folle de joie et se fait expliquer longuement les détails du vol. il a volé pour elle une sainte relique ! S'ensuivent deux mois de bonheur pour les fiancés.
Mais quand, taraudée par la curiosité, Gilberte demande à son père de la conduire à la cathédrale, elle comprend la supercherie et rompt ses fiançailles. Elle pardonnera uniquement si Henri lui rapporte une relique authentifiée par le Pape.

## Éditions
- La Relique, Maupassant, contes et nouvelles, texte établi et annoté par Louis Forestier, Bibliothèque de la Pléiade, éditions Gallimard, 1974  (ISBN 978 2 07 010805 3).